# Algimantas Kurlavičius
Algimantas Kurlavičius (* 13. September 1944 in der Rajongemeinde Rokiškis) ist ein litauischer Politiker.

## Leben
Nach dem Abitur an der Mittelschule Obeliai absolvierte er das Studium der Radiotechnik 1967 und danach die Aspirantur am Kauno politechnikos institutas. 1975 promovierte er im Rat für Technische Kybernetik und Information.
Ab 1967 arbeitete er im Labor für Biophysik am Kauno medicinos universitetas, danach lehrte am Kauno politechnikos institutas und Lietuvos žemės ūkio akademija, ab 1991 leitete er den Lehrstuhl für Informatik am LŽŪU. Von 1997 bis 2000 und von 2007 bis 2011 war er stellvertretender Bürgermeister von Kaunas.